# Duvergé
Duvergé es un municipio de la República Dominicana, que está situado en la provincia de Independencia.

## Límites
Municipios limítrofes:
|                                                               | Norte: Lago Enriquillo |             |
| Oeste: Jimaní, Fonds-Verrettes (Haití) y Anse-à-Pitre (Haití) |                        | Este: Mella |
|                                                               | Sur: Pedernales        |             |

## Distritos municipales
Está formado por los distritos municipales de:
| Nombre       | Código   |
| ------------ | -------- |
| Duvergé      | 06100201 |
| Vengan a Ver | 06100202 |

## Historia
Los primeros colonos de este municipio fueron los caballeros Cristóbal Pérez y María del Pulgar, originarios de San Juan de la Maguana, que se establecieron en Bermesí. Estos eran hateros españoles que con algunos parientes y esclavos africanos fundaron el poblado de Las Damas en el año 1772.
Algunos historiadores afirman que el nombre de Las Damas surgió debido a que los hombres que lucharon por el país en estas tierras, mantuvieron a sus mujeres al borde del río y cuando terminaron sus combates exclamaron: ¡Señoras! Así nació el nombre de Las Damas sin conocer a Jesús Ramos.